# Чемпионат Южной Америки по волейболу среди юниоров
Чемпионаты Южной Америки по волейболу среди юниорских команд — соревнования для волейбольных сборных юношей и девушек стран Южной Америки, проводимые под эгидой Южноамериканской конфедерации волейбола (CSV).
Проводятся с 1978 года среди мужских и женских команд с периодичностью один раз в два года по чётным годам. В мужских соревнованиях участвуют спортсмены возрастом до 19 лет, в женских — возрастом до 17 лет. 

## Мужские соревнования
Призёры
| Год  | Место проведения                                                | 1-е место                                                       | 2-е место                                                       | 3-е место                                                       |
| ---- | --------------------------------------------------------------- | --------------------------------------------------------------- | --------------------------------------------------------------- | --------------------------------------------------------------- |
| 1978 | Буэнос-Айрес (Аргентина)                                        | Бразилия                                                        | Аргентина                                                       | Венесуэла                                                       |
| 1980 | Сан-Паулу (Бразилия)                                            | Бразилия                                                        | Аргентина                                                       | Венесуэла                                                       |
| 1982 | Асунсьон (Парагвай)                                             | Бразилия                                                        | Аргентина                                                       | Парагвай                                                        |
| 1984 | Сантьяго (Чили)                                                 | Бразилия                                                        | Аргентина                                                       | Чили                                                            |
| 1986 | Лима (Перу)                                                     | Бразилия                                                        | Аргентина                                                       | Чили                                                            |
| 1988 | Кордова (Аргентина)                                             | Бразилия                                                        | Аргентина                                                       | Чили                                                            |
| 1990 | Ла-Пас (Боливия)                                                | Бразилия                                                        | Аргентина                                                       | Венесуэла                                                       |
| 1992 | Валенсия (Венесуэла)                                            | Бразилия                                                        | Аргентина                                                       | Венесуэла                                                       |
| 1994 | Каракас (Венесуэла)                                             | Бразилия                                                        | Венесуэла                                                       | Аргентина                                                       |
| 1996 | Асунсьон (Парагвай)                                             | Бразилия                                                        | Венесуэла                                                       | Аргентина                                                       |
| 1998 | Кито (Эквадор)                                                  | Бразилия                                                        | Венесуэла                                                       | Колумбия                                                        |
| 2000 | Неукен (Аргентина)                                              | Бразилия                                                        | Венесуэла                                                       | Аргентина                                                       |
| 2002 | Сантьяго (Чили)                                                 | Бразилия                                                        | Аргентина                                                       | Венесуэла                                                       |
| 2004 | Кали (Колумбия)                                                 | Бразилия                                                        | Аргентина                                                       | Колумбия                                                        |
| 2006 | Росарио (Аргентина)                                             | Бразилия                                                        | Аргентина                                                       | Венесуэла                                                       |
| 2008 | Посус-ди-Калдас (Бразилия)                                      | Аргентина                                                       | Бразилия                                                        | Венесуэла                                                       |
| 2010 | Ла-Гуайра (Венесуэла)                                           | Аргентина                                                       | Бразилия                                                        | Венесуэла                                                       |
| 2012 | Сантьяго (Чили)                                                 | Бразилия                                                        | Аргентина                                                       | Чили                                                            |
| 2014 | Пайпа (Колумбия)                                                | Аргентина                                                       | Бразилия                                                        | Чили                                                            |
| 2016 | Лима (Перу)                                                     | Аргентина                                                       | Бразилия                                                        | Колумбия                                                        |
| 2018 | Сопо (Колумбия)                                                 | Бразилия                                                        | Аргентина                                                       | Колумбия                                                        |
| 2020 | Из-за пандемии коронавируса COVID-19 соревнования были отменены | Из-за пандемии коронавируса COVID-19 соревнования были отменены | Из-за пандемии коронавируса COVID-19 соревнования были отменены | Из-за пандемии коронавируса COVID-19 соревнования были отменены |
| 2022 | Арагуари (Бразилия)                                             | Аргентина                                                       | Бразилия                                                        | Колумбия                                                        |
| 2024 | Арагуари (Бразилия)                                             | Аргентина                                                       | Бразилия                                                        | Колумбия                                                        |

## Женские соревнования
Призёры
| Год  | Место проведения                                                | 1-е место                                                       | 2-е место                                                       | 3-е место                                                       |
| ---- | --------------------------------------------------------------- | --------------------------------------------------------------- | --------------------------------------------------------------- | --------------------------------------------------------------- |
| 1978 | Буэнос-Айрес (Аргентина)                                        | Перу                                                            | Бразилия                                                        | Аргентина                                                       |
| 1980 | Сан-Паулу (Бразилия)                                            | Перу                                                            | Бразилия                                                        | Аргентина                                                       |
| 1982 | Асунсьон (Парагвай)                                             | Бразилия                                                        | Перу                                                            | Аргентина                                                       |
| 1984 | Сантьяго (Чили)                                                 | Бразилия                                                        | Перу                                                            | Аргентина                                                       |
| 1986 | Лима (Перу)                                                     | Бразилия                                                        | Перу                                                            | Аргентина                                                       |
| 1988 | Ресистенсия (Аргентина)                                         | Бразилия                                                        | Перу                                                            | Аргентина                                                       |
| 1990 | Ла-Пас (Боливия)                                                | Бразилия                                                        | Аргентина                                                       | Перу                                                            |
| 1992 | Валенсия (Венесуэла)                                            | Бразилия                                                        | Аргентина                                                       | Перу                                                            |
| 1994 | Трухильо (Перу)                                                 | Бразилия                                                        | Перу                                                            | Венесуэла                                                       |
| 1996 | Пайсанду (Уругвай)                                              | Аргентина                                                       | Бразилия                                                        | Перу                                                            |
| 1998 | Сукре (Боливия)                                                 | Бразилия                                                        | Аргентина                                                       | Перу                                                            |
| 2000 | Валенсия (Венесуэла)                                            | Бразилия                                                        | Аргентина                                                       | Перу                                                            |
| 2002 | Баркисимето (Венесуэла)                                         | Бразилия                                                        | Аргентина                                                       | Венесуэла                                                       |
| 2004 | Гуаякиль (Эквадор)                                              | Бразилия                                                        | Аргентина                                                       | Венесуэла                                                       |
| 2006 | Лима, Чосика (Перу)                                             | Бразилия                                                        | Перу                                                            | Аргентина                                                       |
| 2008 | Лима, Пукальпа (Перу)                                           | Бразилия                                                        | Перу                                                            | Венесуэла                                                       |
| 2010 | Кальяо, Такна, Тарапото (Перу)                                  | Бразилия                                                        | Аргентина                                                       | Перу                                                            |
| 2012 | Кальяо (Перу)                                                   | Перу                                                            | Бразилия                                                        | Аргентина                                                       |
| 2014 | Тарапото (Перу)                                                 | Бразилия                                                        | Аргентина                                                       | Перу                                                            |
| 2016 | Лима (Перу)                                                     | Бразилия                                                        | Перу                                                            | Аргентина                                                       |
| 2018 | Вальедупар (Колумбия)                                           | Аргентина                                                       | Перу                                                            | Бразилия                                                        |
| 2020 | Из-за пандемии коронавируса COVID-19 соревнования были отменены | Из-за пандемии коронавируса COVID-19 соревнования были отменены | Из-за пандемии коронавируса COVID-19 соревнования были отменены | Из-за пандемии коронавируса COVID-19 соревнования были отменены |
| 2022 | Ла-Пас (Боливия)                                                | Аргентина                                                       | Бразилия                                                        | Чили                                                            |
| 2024 | Арагуари (Бразилия)                                             | Бразилия                                                        | Аргентина                                                       | Перу                                                            |